# Town (Vereinigte Staaten)
Town (englisch für „Stadt“) bezeichnet in den Vereinigten Staaten je nach Bundesstaat unterschiedlich definierte Siedlungsformen. Es existiert also keine einheitliche Definition, die für die gesamten Vereinigten Staaten gilt. In manchen Staaten ist eine Town eine eingetragene Gemeinde mit einer durch den Bundesstaat erteilten Charta, ähnlich einer City; in anderen Bundesstaaten ist eine Town eine nichteingetragene Stadt.
Die üblichen Gemeindeformen in den verschiedenen Bundesstaaten sind Citys, Towns, Boroughs, Villages und Townships, wobei in den meisten Bundesstaaten nicht alle diese Typen vorkommen. In manchen Bundesstaaten wird die Bezeichnung Town nicht für eingetragene Gemeinden verwendet. In einigen Staaten hat Town dieselbe Bedeutung wie Township anderswo. In einigen anderen Staaten, etwa in Michigan, hat die Bezeichnung Town keine offizielle Bedeutung und ist somit nur die Bezeichnung für eine Siedlung, die wie ein Flecken oder eine Marktgemeinde mehr als ein einfaches Dorf ist.
Die Berechnung des United States Census Bureaus für das Jahr 2006 ergab, dass die Town of Hempstead auf Long Island, New York, mit mehr als 760.000 Einwohnern die größte als Town konstituierte Stadt in den Vereinigten Staaten ist. In ihr wohnen damit mehr Menschen als etwa in den Citys San Francisco, Boston oder Seattle.

## Arizona
In Arizona sind die Begriffe town und city weitgehend austauschbar. Eine Gemeinde kann sich statuieren und sich dabei nach den Gesetzen des Bundesstaates unabhängig von der Einwohnerzahl oder anderen Beschränkungen entweder als Town oder als City organisieren. Eine City hat zwar eine geringfügig unterschiedliche Funktionsweise hinsichtlich der möglichen Gliederung der Stadt in Bezirke, hat aber ansonsten dieselben Kompetenzen wie eine Town. Das Gesetz ermöglicht in Arizona die Verschmelzung zweier benachbarter Towns oder einer Town und einer City, sieht aber nicht die Vereinigung von zwei Citys vor.

## Kalifornien
In Kalifornien sind die Worte town und city Synonyme. Es gibt zwei unterschiedliche Typen einer Stadt in Kalifornien: solche mit einer Charta und solche, die auf dem allgemeinen Gesetz basieren. Anhand einer Charta statuierte Städte leiten ihre Befugnisse von dieser Charta ab, die vom Bundesstaat registriert ist. Diese Charta regelt unter anderem auch den offiziellen Namen,  City of (Name) oder Town of (Name). Die Government Code Sections 34500–34504 regeln die Funktionsweise von Städten, deren Organisation auf dem allgemeinen Gesetz beruht. Dieses legt die Befugnisse genau fest. Auch diese Städte können sich entweder als City oder Town benennen. Gleichzeitig ist die Bezeichnung village in Kalifornien unüblich, sowohl in der Umgangssprache als auch im amtlichen Gebrauch. Stattdessen werden in Kalifornien alle nicht statuierten Siedlungen ebenfalls town genannt, obwohl diese in anderen Bundesstaaten als village bezeichnet werden. Außerdem wird town oft als Kurzform für township verwendet, was in Kalifornien eine Verwaltungsunterteilung eines Countys ist.

## Nevada
In Nevada hat eine Town eine Stadtverwaltung, gilt aber nicht als incorporated. Eine solche Stadt bietet nur ein beschränktes Spektrum von Dienstleistungen an, etwa die Erteilung von Baugenehmigungen oder den Betrieb von Freizeiteinrichtungen; die meisten kommunalen Aufgaben verbleiben beim County. Dieser Status ist in Nevada weit verbreitet, in dem Bundesstaat gibt es lediglich 20 statuierte Citys. Auch die meisten der County Seats sind Towns.

## Neuengland
In den sechs Bundesstaaten in Neuengland ist eine Town eine Munizipalität und eine wichtigere Einheit als ein County. In Connecticut, Rhode Island und in sieben der vierzehn Countys in Massachusetts ist das County praktisch nur auf der Landkarte existent und hat keine gesetzlich verankerte Funktion. In den anderen Gebieten Neuenglands sind Countys in erster Linie nur Gerichtsbezirke, die in New Hampshire und Vermont noch einige andere Funktionen haben. In allen Neuenglandstaaten erfüllt eine Town Funktionen, die in den meisten anderen Bundesstaaten durch das County übernommen werden. Der Unterschied zwischen Town und City in Neuengland besteht in der Form der Führung der Stadtverwaltung. Eine Town wird durch die Gemeindeversammlung und einen Vorstand aus Gemeinderäten regiert, während einer City ein Bürgermeister mit einem Stadtrat vorsteht.

## New York
In New York ist in ähnlicher Weise eine Town primär eine Unterteilung des Countys, hat aber eine geringere Wichtigkeit als in Neuengland. Generell deckt eine Town näher am Bürger liegende Verwaltungsaufgaben ab. Eine Town erfüllt für die umliegenden nicht statuierten Gebiete, die in New York Hamlet genannt werden, fast alle kommunalen Dienstleistungen, während sie für die umliegenden statuierten Ortschaften, in New York Village genannt, nur ausgewählte Dienste zur Verfügung stellt. In New York erhält eine Town eine Anzahl solcher Hamlets und Villages, wobei sich ein Village oder Hamlet über die Stadtgrenzen zweier unterschiedlicher Towns und sogar in ein anderes County erstrecken kann. Jeder Einwohner New Yorks, der nicht in einem Indianerreservat oder einer City wohnt, lebt in einer Town. In einigen anderen Bundesstaaten existiert ein ähnliches Konzept mit den Townships. In New York wird Town praktisch als Kurzform statt Township verwendet.

## Pennsylvania
In Pennsylvania ist nur die Gemeinde Bloomsburg als Town konstituiert. Die übrigen Gemeinden des Bundesstaates sind zumeist als Township statuiert, obwohl es auch Boroughs und Citys gibt. Die Funktion der Townships ist ähnlich wie die Funktion der Towns in New York oder Neuengland, obwohl die Form ihrer Verwaltung unterschiedlich ist.

## Virginia
In Virginia ist eine Town eine statuierte Munizipalität, ähnlich einer City, jedoch mit geringerer Mindesteinwohnerzahl. In Virginia gehört eine Town allerdings zu einem County, während Citys von Countys unabhängig sind.

## Wisconsin
In Wisconsin entspricht die Bezeichnung Town einer Untereinheit des jeweiligen Countys, ist also mit einer Township in vielen anderen Bundesstaaten vergleichbar.